# Guido Görtzen
Guido Görtzen (Heerlen, 9 november 1970) is een voormalig Nederlands volleybalinternational. Hij speelde 425 wedstrijden voor Oranje. Hij nam driemaal deel aan de Olympische Spelen en won hierbij één medaille, goud in 1996.

## Biografie
Görtzen behoort tot de gouden generatie die in 1996 olympisch kampioen werd in Atlanta. De eerste Zomerspelen waaraan Görtzen deelnam waren in 1996 in Atlanta waar hij met het Nederlands team goud veroverde door Italië in de finale met 3-2 te verslaan. In 2000 werd hij bij de Zomerspelen in Sydney met het Nederlands team vijfde en vier jaar later was hij lid van het Nederlands team dat op de Zomerspelen in Athene ex aequo negende werd.
In 1997 behaalde hij met het Nederlandse team het Europees kampioenschap.
De kwalificatie voor de Zomerspelen 2008 in Beijing werd net gemist. In het Olympisch kwalificatietoernooi in Turkije werd Nederland voor plaatsing uitgeschakeld door Servië. Dit was meteen de laatste interland van Görtzen.
Naast zijn wedstrijden voor Oranje speelde hij elf jaar voor Italiaanse topclubs als Montechiari, Osaka, Modena en Perugia. Daarna ging hij voor veel geld spelen voor het Russische Iskra Volley uit Odintsovo. Daarna keerde hij in 2006 terug naar Nederland en speelde hij voor Nesselande met als grote doel om bij de Oranje- en Nesselande-coach Peter Blangé in beeld te komen voor Oranje, dat zich wilde kwalificeren voor Beijing. Gelijktijdig hield hij zich echter bezig met een bestaan als zaakwaarnemer van diverse spelers van Nesselande, iets dat geen goedkeuring had van coach Peter Blangé. Hierdoor moest hij na één jaar al voortijdig afscheid nemen bij Nesselande. Hij ging vervolgens in 2007 in de Duitse Bundesliga spelen bij Moerser SC, waarmee hij een vierde plaats behaalde. Hier sloot hij, na de uitschakeling van het Nederlandse team voor Beijing, zijn carrière als professioneel volleyballer af.
Görtzen begon in 2006 een bedrijf in sportmanagement dat gespecialiseerd is in begeleiding van sporters.

## Clubs
| land      | club                       | periode   |
| --------- | -------------------------- | --------- |
| Nederland | VCL Geevers                | eerder    |
| Nederland | Nashua Geldrop             | tot 1992  |
| Nederland | VCN Capeller               | 1992-1995 |
| Italië    | Gabeca Pallavolo Spa       | 1995-1997 |
| Japan     | Panasonic Panthers         | 1997-2000 |
| Italië    | Pallavolo Modena           | 2000-2002 |
| Italië    | Perugia Volley             | 2002-2004 |
| Rusland   | Iskra Odincowo             | 2004-2006 |
| Nederland | Ortec Nesselande Rotterdam | 2006-2008 |

Peter Blangé · Rob Grabert · Guido Görtzen · Henk-Jan Held · Misha Latuhihin · Jan Posthuma · Brecht Rodenburg · Richard Schuil · Bas van de Goor · Mike van de Goor · Olof van der Meulen · Ron Zwerver
Peter Blangé · Albert Cristina · Martijn Dieleman · Bas van de Goor · Mike van de Goor · Guido Görtzen · Martin van der Horst · Joost Kooistra · Reinder Nummerdor · Richard Schuil
Rob Bontje · Albert Cristina · Kay van Dijk · Nico Freriks · Dirk-Jan van Gendt · Mike van de Goor · Guido Görtzen · Robert Horstink · Marko Klok · Reinder Nummerdor · Richard Schuil · Jeroen Trommel